# Operation Gallant Phoenix

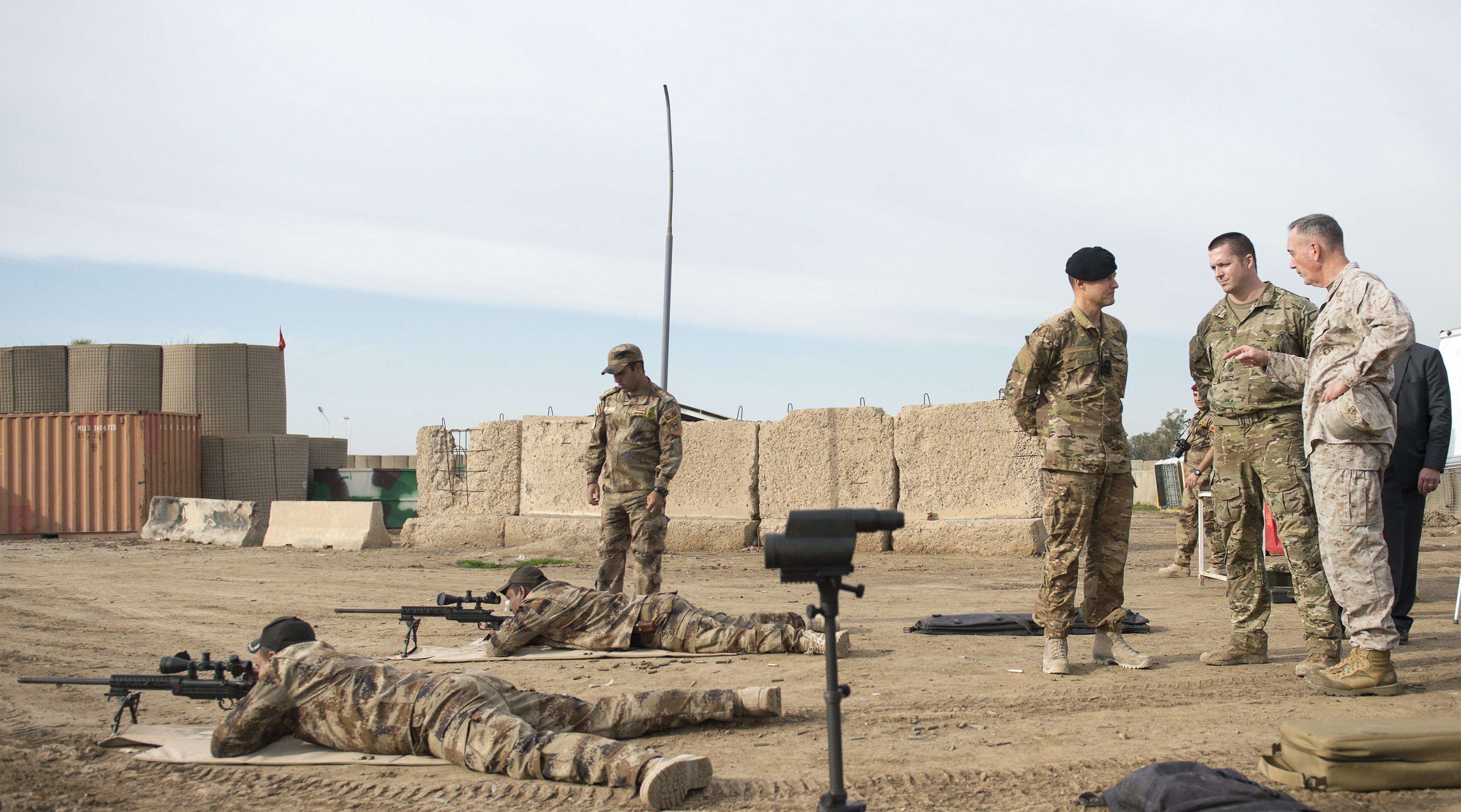
Le chef d'état-major interarmées se rend en Irak

Operation Gallant Phoenix est un centre d'archives et de données créé en secret avant 2015 en Jordanie par le département de la Défense des États-Unis. 

## Historique
Le site secret Gallant Phoenix amasse des documents et des objets (clés USB, téléphones...) en lien avec le terrorisme djihadiste, notamment de l'organisation État islamique, regroupés dans une logique d'exploitation d'informations mais aussi de constitution de preuves lors de procès impliquant des personnes jugées pour des faits terroristes.
En France, des données issues de Gallant Phoenix sont exploitées par la DGSI et utilisées dans la procédure sur un attentat déjoué à Brest en 2020 et ont été utilisés dans le procès lié à des projets d'attentats déjoués de 2016 notamment pour confondre Hicham El-Hanafi. Début 2021, 27 pays ont obtenu un accès aux informations de Gallant Phoenix.